# Jean Devaivre
Jean Devaivre ou Jean-Devaivre (nom originel: Jean Justin de Vaivre ; en Résistance Brennus, puis Janus, durant la lutte contre l'occupation nazie) est un cinéaste et résistant français, né le 18 décembre 1912 à Boulogne-Billancourt, mort le 27 avril 2004  à Villejuif.
Réalisateur de quinze longs métrages et de 40 courts métrages, il est aussi auteur de 35 scénarios originaux et de plus de 120 adaptations et doublages. Il a reçu la « Voile d'or » - Grand prix du Festival international du film de Locarno en 1949 pour La Ferme des sept péchés, film sur l'assassinat du pamphlétaire Paul-Louis Courier.

## Biographie
En 1934, à 21 ans, après des études aux Beaux-Arts (architecture) et aux Arts et Métiers, il commence sa carrière cinématographique comme assistant décorateur, puis comme décorateur, à la Compagnie française de cinématographie, en même temps que Francis Cosne (en), qui deviendra lui producteur de cinéma.
La même année, il effectue le remontage de Boudu sauvé des eaux de Jean Renoir (le film présenté en salles depuis lors est la version remontée par Jean Devaivre).
Puis il devient l'assistant réalisateur de Pierre Billon et de Léo Joannon. En 1938, il est directeur technique d'Alerte en Méditerranée (Grand prix du cinéma français), auprès de Léo Joannon, lorsque celui-ci a un grave accident. Jean Devaivre terminera le film comme metteur en scène.
La guerre approche : en 1936, en convoyant un avion vers Teruel pour les républicains espagnols, avec Jean-Baptiste Salis, il fait la connaissance d'André Malraux, qu'il reverra maintes fois par la suite.
Mobilisé en 1939 comme officier de cavalerie, Jean Devaivre s'illustre durant la « drôle de guerre » en évitant à une division complète de 3 000 hommes de tomber à l'ennemi. C'est pour ce coup d'éclat qu'il gagne son premier titre militaire, la Croix de guerre 1939 avec citation à l'ordre de la division - ce qui lui vaut l'Étoile d'argent, titre qui impressionnera tant les Allemands de la Continental.
Démobilisé en 1940, il choisit d'entrer à la Continental, société de production française à capitaux allemands qui produit notamment les films de réalisateurs comme Henri-Georges Clouzot, André Cayatte, Jacques Becker. Comme premier assistant metteur en scène, il assiste Maurice Tourneur, pour qui il termine le tournage de La Main du diable (1942) avec Pierre Fresnay, et notamment les scènes finales du procès. Il assiste aussi Richard Pottier pour Les Caves du Majestic, le dernier film de la Continental, sorti en 1945.
Parallèlement et avec son ami le scénariste Jean-Paul Le Chanois, il entre dans la Résistance, avant de devenir « terroriste à temps complet » dans le maquis de Saône-et-Loire sous l'alias Brennus.
À la Libération, il reçoit la Croix du combattant, la Croix de guerre 1939-1945, et plus tard l'insigne de chevalier de la Légion d'honneur, au titre de la Seconde Guerre mondiale.
Entre 1945 et la fin des années 1960, Jean Devaivre réalise 15 longs métrages, dont Le Roi des resquilleurs (1945), La Dame d'onze heures, (1947), La Ferme des sept péchés (1948), Vendetta en Camargue (1949), L'Inconnue de Montréal (1950), Un caprice de Caroline chérie (1952), Le Fils de Caroline chérie (1954) et Alerte au Sud (1953), film d'aventures dont le tournage fut lui-même une grande aventure, avec Erich von Stroheim, sorte de James Bond avant la lettre, qui tiendra quatre ans la tête du box-office.
Viennent ensuite Pile ou Face, L'inspecteur aime la bagarre, Un Français à Moscou et Kinochoc (Devaivre travaille alors en Union soviétique pour le développement du procédé Kinopanorama (ru)).

## Filmographie

### Décorateur
- 1936 : Transigeons de Hubert de Rouvres - court métrage -

### Directeur technique
- 1938 : Alerte en Méditerranée de Léo Joannon

### Assistant réalisateur
- 1942 : Huit hommes dans un château de Richard Pottier
- 1943 : La Main du diable de Maurice Tourneur, production Continental-Films.
- 1943 : Au Bonheur des dames d'André Cayatte, production Continental-Films.
- 1943 : Mon amour est près de toi de Richard Pottier, production Continental-Films.
- 1943 : Pierre et Jean d'André Cayatte, production Continental-Films.
- 1945 : Les Caves du Majestic de Richard Pottier, production Continental Films.

### Réalisateur
- 1945 : Le Roi des resquilleurs
- 1948 : La Dame d'onze heures
- 1949 : Vendetta en Camargue (et scénario)
- 1949 : La Ferme des sept péchés (et scénario)
- 1950 : L'Inconnue de Montréal (et adaptation)
- 1952 : Ma femme, ma vache et moi
- 1953 : Un caprice de Caroline chérie
- 1953 : Alerte au Sud (et production)
- 1955 : Le Fils de Caroline chérie
- 1957 : L'inspecteur aime la bagarre

## Hommage et postérité
Les cent pages de Action ! relatives à l'Occupation en France et à la Résistance seront utilisées dans le scénario du film Laissez-passer de Bertrand Tavernier, sorti en 2002. Dans ce film, son rôle est interprété par Jacques Gamblin.
Un communiqué du Ministère de la Culture[réf. nécessaire] a été diffusé le 28 avril 2004 par Renaud Donnedieu de Vabres en hommage à Jean Devaivre :

« Avec la disparition de Jean Devaivre, nous perdons l'un des cinéastes les plus talentueux de sa génération, un réalisateur à qui nous devons quelques-uns des plus beaux films de l'après-guerre, comme La Dame d'onze heures ou encore Alerte au sud ».

« Jean-Devaivre fait ainsi partie de ces réalisateurs qui donnent tout leur sens à l'idée d'un cinéma populaire et de grande qualité. C'était aussi un homme d'un grand courage, un vrai résistant dont la personnalité hors du commun et le comportement, au cours de ces heures si sombres, doivent aujourd'hui encore inspirer tout homme épris de liberté. C'est ainsi que ses mémoires auront permis à Bertrand Tavernier de réaliser l'un de ses plus beaux films : Laissez-passer ».

## Citations
- « 274 tableaux de mots, de quelques lignes à quelques pages, tracés entre mars 1961 et avril dernier, composent ce récit. .. C'est précis comme un souvenir, écrit avec une élégante fluidité, généreux, vif… On y trouve des obscurs, des sans-grades, des puissants, des vedettes, distribués entre rôles principaux ou figurations de passage … » : Antoine de Baecque dans Libération en 2002 à propos du livre de mémoires[5].

- « Au fil de sa vie, on croise Méliès et Lumière, Martine Carol et la jeune Bardot, le débutant Jacques Dufilho et André Malraux , « l'inventeur poétique ». », Armelle Héliot dans Le Figaro du 28 septembre 2002[source insuffisante].

## Décorations
- Chevalier de la Légion d'honneur (Seconde Guerre mondiale)[1]
- Croix de guerre 39-45 avec agrafe Engagé volontaire et étoile d'argent 1940 (citation à l'ordre de la Division)[1]
- Croix du combattant[réf. souhaitée]
- Croix du combattant volontaire[réf. souhaitée]
- Croix du combattant volontaire de la Résistance[réf. souhaitée]
- Croix des services militaires volontaires[réf. souhaitée]
- Chevalier de l'ordre des Arts et des Lettres[réf. souhaitée].